# Neve di primavera
Neve di primavera (titolo orig. 春の雪, Haru no Yuki) è un romanzo di Yukio Mishima, il primo della sua tetralogia Il mare della fertilità, l'opera più matura e più sontuosa del celebrato autore nipponico. Uscì dapprima a puntate sulla rivista Shinchō dal 1965 al 1967, e fu poi pubblicato in libro nel 1969. L'autore fece approfondite ricerche per il romanzo, incluse le visite a Enshō-ji, un complesso di templi buddisti nella prefettura di Nara, per scrivere il romanzo.
Gli altri romanzi della quadrilogia sono Cavalli in fuga, Il tempio dell'alba e La decomposizione dell'angelo.

## Contenuti
La tetralogia Il mare della fertilità ha come protagonista Shigekuni Honda, nei vari periodi della vita di un uomo: la giovinezza, la maturità, la mezza età e la vecchiaia. Anche se ufficialmente Honda è il protagonista, in realtà egli risulta essere semplicemente, in buona parte della tetralogia, lo spettatore narrante delle vicende di un altro personaggio primario.
In particolar modo, in Neve di primavera, il protagonista vero è Kiyoaki Matsugae, un giovane bellissimo e tremendamente complesso, che, per certi versi, ricorda molto il bel Yuichi di Colori proibiti. Anche Kiyoaki, come Yuichi, infatti, è terribilmente combattuto nella scelta fra l'adorazione per se stesso e i sentimenti verso le altre persone.
In Neve di primavera, Mishima raggiunge forse l'apice dell'accuratezza nella descrizione dei sentimenti e degli stati d'animo dei personaggi.

## Trama
Kiyoaki e Honda sono due diciannovenni, del Giappone del primo Novecento. Sono molto amici anche se sono due persone completamente differenti: Honda è un intellettuale, totalmente razionale, che riesce a dare una spiegazione logica a qualsiasi cosa e che non trova posto per le passioni umane; Kiyoaki, invece, è un giovane molto bello, delicato, ma perennemente combattuto all'interno del suo animo; è consapevole di essere bellissimo, ma a causa del troppo amore per se stesso, non lascia posto agli altri anche un po' per paura di essere sopraffatto dai sentimenti. L'unica persona in grado di andare oltre la sua superficie e causargli un ulteriore sconvolgimento interiore è la sua amica di infanzia Satoko. Inizialmente nega a se stesso di provare qualcosa nei confronti della ragazza ed addirittura si sente sopraffatto dai suoi atteggiamenti, ma col passare del tempo a Kiyoaki non resta che ammettere di esserne innamorato. Ma quando prende piena conoscenza dei propri sentimenti è troppo tardi, ella è stata promessa in sposa al figlio del Principe Tōin. Da lì comincia tra i due una travagliata storia di incontri furtivi e passionali che, tuttavia, sfocerà poi in tragedia.

## Edizioni italiane
- Neve di primavera, traduzione dall'edizione in lingua inglese di Riccardo Mainardi, Collana Letteraria, Milano, Bompiani, aprile 1982. - Collana Tascabili, Bompiani, aprile 1991 - 2002, ISBN 978-88-452-5214-3.
- Neve di primavera, trad. dal giapponese di Andrea Maurizi, in  Yukio Mishima, Romanzi e racconti 1962-1970, a cura di Maria Teresa Orsi, Collana I Meridiani, Milano, Mondadori, 2006, ISBN 978-88-044-9394-5.
- Neve di primavera, traduzione di Andrea Maurizi, Collana UEF, Milano, Feltrinelli, giugno 2009,  p. 320, ISBN ‎978-88-077-2115-1.